# Zijemlje (Mostar, BiH)
Zijemlje je naseljeno mjesto u gradu Mostaru, Federacija Bosne i Hercegovine, BiH.

## Povijest
Nakon potpisivanja Daytonskog mirovnog sporazuma izdvojeno je istoimeno naseljeno mjesto koje je pripalo općini Istočni Mostar koja je ušla u sastav Republike Srpske.

## Stanovništvo

### 1991.
Nacionalni sastav stanovništva 1991. godine, bio je sljedeći:
ukupno: 153
- Srbi - 95 (62,09%)
- Muslimani - 57 (37,25%)
- Jugoslaveni - 1 (0,65%)

### 2013.
Nacionalni sastav stanovništva 2013. godine, bio je sljedeći:
ukupno: 4
- Bošnjaci - 4 (100,00%)